# Condado de Burke (Carolina del Norte)
El condado de Burke (en inglés: Burke County, North Carolina), fundado en 1777, es uno de los 100 condados del estado estadounidense de Carolina del Norte. En el año 2000 tenía una población de 89 148 habitantes con una densidad poblacional de 68 personas por km². La sede del condado es Morganton.

## Geografía
Según la Oficina del Censo, el condado tiene un área total de 1334 km² (515,1 mi²), de la cual 1313 km² (506,9 mi²) es tierra y 21 km² (8,1 mi²) es agua.

### Municipios
El condado se divide en trece municipios:
Municipio de Drexel, Municipio de Icard, Municipio de Jonas Ridge, Municipio de Linville, Municipio de Lovelady, Municipio de Lower Creek, Municipio de Lower Fork, Municipio de Morganton, Municipio de Quaker Meadows, Municipio de Silver Creek, Municipio de Smoky Creek, Municipio de Upper Creek y Municipio de Upper Fork.

### Condados adyacentes
- Condado de Avery noroeste
- Condado de Calwell norte
- Condado de Catawba este
- Condado de Cleveland sur-sureste
- Condado de McDowell oeste
- Condado de Rutherford sursudoeste

### Área Nacional protegidas
- Blue Ridge Parkway (parte)
- Bosque Nacional Pisga (parte)

## Demografía
En el 2000 la renta per cápita promedia del condado era de $35 629, y el ingreso promedio para una familia era de $42 114. El ingreso per cápita para el condado era de $17 397. En 2000 los hombres tenían un ingreso per cápita de $27 591 contra $21 993 para las mujeres. Alrededor del 10.70% de la población estaba bajo el umbral de pobreza nacional.

## Lugares

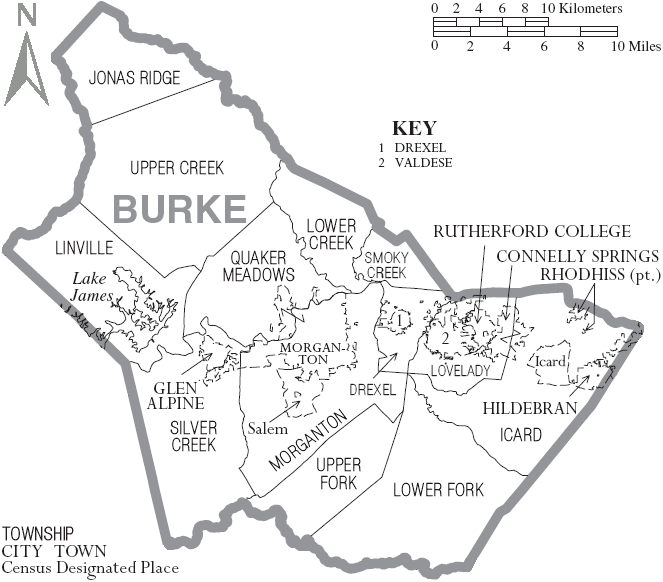
Mapa del Condado de Burke en Carolina del Norte con sus municipios

### Ciudades
- Connelly Springs
- Drexel
- Glen Alpine
- Hildebran
- Morganton
- Rhodhiss
- Rutherford College
- Valdese

### Lugares designado por el censo
- Icard
- Salem

### Parcialmente en otros condados
- Hickory
- Long View